# Stanford Encyclopedia of Philosophy

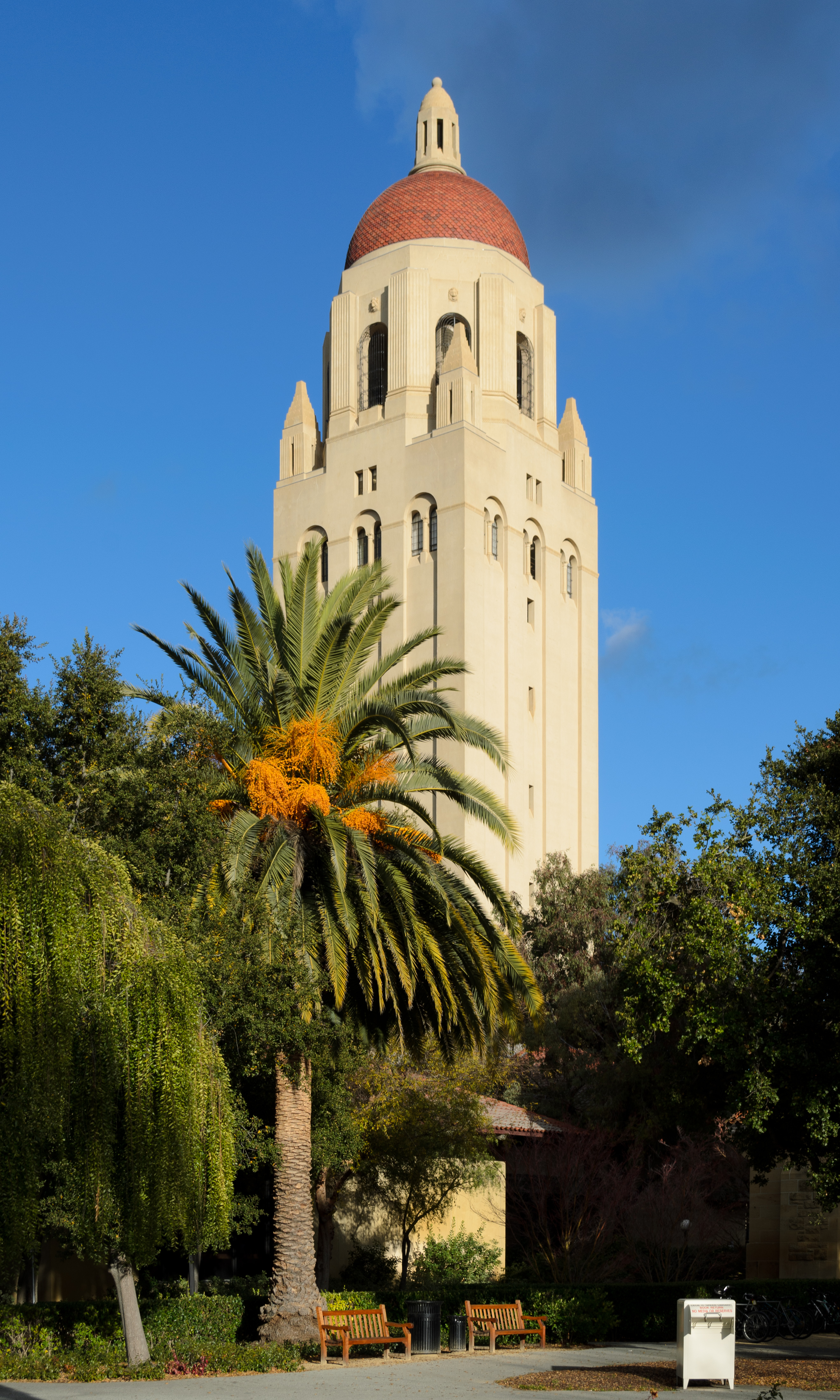
Hoover Tower op de campus van Stanford University

De Stanford Encyclopedia of Philosophy (afgekort SEP, voorheen SEOP) is een gerenommeerde Engelstalige filosofische encyclopedie op internet die onderhouden wordt door Stanford University. De artikelen in de SEP worden geschreven door experts in het desbetreffende onderwerp. De wijze van publicatie volgt de academische traditie van professionele redactie en peer review.
Oprichter en hoofdredacteur van de SEP is Edward Zalta.